# Praga T-9

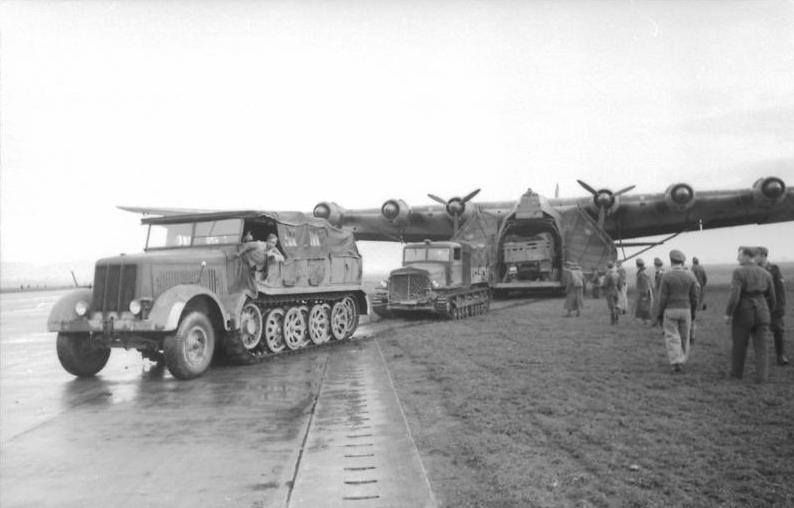
Praga T-9 mezi Sd.Kfz. 8 a letounem Me 323

Praga T-9 byl československý těžký pásový dělostřelecký tahač. Jeho výrobcem byl podnik ČKD Praha. Výroba probíhala od roku 1937, kdy byl určen i na vývoz (např. do Turecka) až do roku 1943. Za druhé světové války byl tahač používán wehrmachtem i jednotkami Waffen-SS, kde byl užíván k tažení těžkých 88mm kanónů Flak. 5 kusů vlastnila armáda samostatného Slovenského státu.

## Technické údaje
- Hmotnost: 11,6 t
- Délka: 5,6 m
- Šířka: 2,45 m
- Výška: 2,54 m
- Osádka: 2 + 6 mužů
- Pohon: motor Praga, vodou chlazený
- Obsah motoru: 14 230 cm³
- Výkon: 142 k
- Maximální rychlost: 20 km/h
- Operační dosah: 120 km
- Vlastnosti: utáhl až 10 tun